# Metodisk tvivl
 Der er for få eller ingen kildehenvisninger i denne artikel, hvilket er et problem. Du kan hjælpe ved at angive troværdige kilder til de påstande, som fremføres i artiklen.

Den metodiske (cartesianske) tvivl er en filosofisk metode, som filosoffen René Descartes udviklede. Spørgsmålet, der optog Descartes var, hvordan man kan opnå sikker viden, og hvordan man kan vide, om det, man har lært, er korrekt. Metoden består i første omgang i at tvivle om alt ("Der bør tvivles om alt"). Formålet med denne tvivl er, at nå frem til noget, som ikke kan betvivles, og som derfor er sikker viden. Den sikre viden, som Descartes til at begynde med når frem til, er, at han eksisterer, fordi han tænker (Cogito, ergo sum, ("Jeg tænker, altså eksisterer jeg")). (Descartes: Principia Philosophiae (1644), første del, § 7). Selv når han tvivler på alt andet, kan han ikke betvivle sin egen eksistens.
Derefter opstillede han fire metoderegler for, hvordan man opnår sikker viden:
Metoderegler
Descartes var grundig, når han søgte efter en sikker erkendelse. Han opstillede fire metoderegler for, hvad man skal gøre for at få en så sikker erkendelse som mulig:
1. Man skal til at begynde med kun anse det for sandt, som fremtræder klart og tydeligt for bevidstheden og for sanserne. For eksempel fremtræder det klart, at en trekant kun har tre sider, og at en kugle kun har én overflade.
2. Hvert problem skal opdeles i så mange delproblemer som muligt. Et delproblem er nemlig lettere at løse end hele problemet. Hvis man for eksempel vil finde ud af, hvordan et hus er opbygget, hjælper det ikke meget, hvis man står udenfor og betragter hele huset. Man får en bedre forståelse, hvis man går ind i huset og undersøger hver etage for sig.
3. Man skal begynde med de elementer, som er de enkleste. Derefter skal man gradvist bevæge sig til de mere komplicerede elementer. Man skal for eksempel ikke begynde med at undersøge, om det dobbelte af 32 er 64. Man skal begynde med at undersøge, om det dobbelte af 1 er 2. Når man har fundet ud af, at det er tilfældet, kan man slutte sig til, at det dobbelte af 2 er 4, derefter at det dobbelte af 4 er 8, derefter at det dobbelte af 8 er 16, derefter at det dobbelte af 16 er 32, og til sidst at det dobbelte af 32 er 64.
4. Man skal lave en optælling af alle de forhold, der er relevante for det problem, man undersøger. Ellers bliver vores viden ikke sikker og fuldstændig. På den anden side skal man netop kun optælle de forhold, der er relevante for løsningen af problemet og ikke tage noget overflødigt med i sin optælling. Hvis man for eksempel vil undersøge, om en cirkels areal er større end alle andre figurer med den samme omkreds, så behøver man ikke undersøge alle tænkelige figurer. Man behøver kun at undersøge et begrænset antal figurer. Derefter kan man slutte sig til (se induktion), om denne regel gælder for alle andre figurer, der har den samme omkreds som cirklen.